# 1.000.000 (canción)
«1.000.000» es una canción grabada por la cantante rumana Alexandra Stan para su álbum de estudio debut, Saxobeats (2011). Con la colaboración del rapero alemán-zimbabuense Carlprit, fue lanzada para su descarga digital el 22 de febrero de 2012 a través de Vae Victis y E2. La pista fue escrita por Andrei Nemirschi, Marcel Prodan y Marcian Alin Soare, mientras que la producción fue manejada por los dos primeros. Musicalmente, «1.000.000» es una canción R&B y pop, que incorpora ritmos de hip hop en su instrumentación; Stan repite la palabra «million» durante el coro, reminiscente al tema «Milioane» de la banda rumana M&G.
Un video musical para el sencillo fue subido al canal de Prodan en YouTube el 22 de diciembre de 2011; filmado por Iulian Moga en Bucarest en un lapso de 30 horas. El videoclip presenta a Stan y Carlprit interpretando la canción frente a un mural con grafiti y dentro de una habitación con un espejo; parte de la vestimenta de la cantante incluía un par de zapatos que fueron hechos a su medida en aproximadamente cuarenta y ocho horas. La pista fue aclamada por los críticos de música, aunque experimentó éxito menor en las listas. Alcanzó la posición número 13 en el Top 100 de Rumania, el número 34 en Italia y el número 203 en Rusia.

## Antecedentes y composición
Luego de la participación de Carlprit en una remezcla del sencillo de Stan «Mr. Saxobeat» (2011), su mánager Marcel Prodan sugirió que los dos trabajen juntos en el futuro, lo que resultó en «1.000.000». La canción se transmitió por primera vez en la estación de radio francesa Puls Radio. La pista fue escrita por Andrei Nemirschi, Prodan y Marcian Alin Soare, mientras que la producción fue manejada por los dos primeros. «1.000.000» incorpora ritmos de hip hop en su instrumentación, mientras que Stan proporciona voces «cálidas». Carlprit abre la canción dirigiendo las líneas «You're one in a million» a Stan; esta última repite la frase «million» durante el coro, que es reminiscente a «Milioane», una canción de la banda rumana M&G. La publicación italiana L'Altra Pagina lo describió como una evolución en el estilo de Stan, notando la ausencia de un saxofón en su composición a diferencia de sus trabajos previos, y su estilo orientado al género pop en lugar de dance. Según Rodrigo de Yam-Magazine, «1.000.000» es un sencillo de R&B y pop.

## Recepción

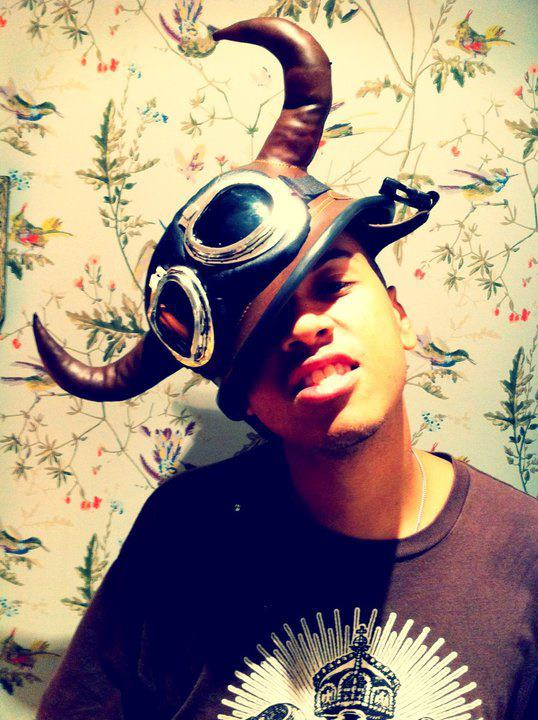
«1.000.000» contó con la colaboración del rapero alemán-zimbabuense Carlprit (en la imagen).

La pista ha recibido reseñas positivas por parte de los críticos de música. Kevin Apaza, quien escribió para Direct Lyrics, describió la canción como «pegadiza» y «super contagiosa», sugiriendo que «si se la promueve correctamente, podría destacar en las listas europeas y estadounidenses». Continuó elogiando su coro por ser «demasiado tierno», y etiquetó la pista como «demasiado simple, demasiado genérica, pero demasiado caliente al mismo tiempo». Aunque el sitio web rumano Utv pensó que las letras durante el coro eran «repetitivas y monosilábicas», aplaudió su ritmo y afirmó que, «Alexandra Stan nos ha prometido que cada vez que lanza un nuevo sencillo, siempre será diferente a sus predecesores». La revista alemana Klatsch–Tratsch dijo que «1.000.000» contiene «tonos suaves y a veces muy románticos», mientras que Celeste Rhoads de AllMusic la llamó «adictiva» durante su reseña de Saxobeats. El portal alemán Mix1 dijo que el sencillo podría convertirse en un éxito y le otorgó 6 estrellas de 8. El sitio web de música Digijunkies elogió la contribución de Carlprit en «1.000.000», concluyendo que la canción es «agradable para la pista de baile y cariñosa para el canal auditivo». Durante una reseña variada para Saxobeats, Yam Magazine declaró que el sencillo se «destaca por su sonido diferente al resto de pistas. [...] y Stan se expresa bien en el género».
Comercialmente, «1.000.000» experimentó éxito menor en Europa. En el Top 100 de Rumania, alcanzó la posición número 13 el 15 de enero de 2012. En Rusia, la canción ingresó en la lista Tophit en el número 230 el 22 de enero de 2012, alcanzando su punto máximo en el número 203 luego de dos semanas. La pista alcanzó el puesto número 34 en Italia en su sexta semana, y el número 21 en España.

## Video musical
Un video musical de acompañamiento para el sencillo fue subido al canal oficial del sello de Prodan, Maan Studio, en YouTube el 22 de diciembre de 2011. Fue filmado por Iulian Moga en Bucarest en un lapso de 30 horas, en más de cinco estudios diferentes, con Stan luciendo seis atuendos en el videoclip. Con respecto a la vestimenta, la cantante confesó durante una entrevista que eligió lucir «preciosa y glamorosa combinada con algo urbano, R&B y hip-hop» después de consultarlo con su estilista Andra Moga. Parte de su vestimenta incluía un par de zapatos que fueron hechos a su medida en aproximadamente cuarenta y ocho horas. Estrenado en MTV el 21 de diciembre de 2011 a las 12:00, el video no tiene una trama general y sirve para enfatizar su imagen.
El videoclip empieza con Carlprit montando una bicicleta delante de un mural con grafiti, mientras que Stan aparece sentada en un televisor frente a él. Posteriormente, ambos se presentan en una sala de espejo. Hacia el final, los dos bailan al ritmo de la canción, con la cantante apareciendo poco después dentro de una jaula y luego recostada en el piso cubierto de plata. El video termina con la pantalla oscureciéndose, y Stan mirando a la cámara. El sitio web Direct Lyrics etiquetó al video musical como «tierno», explicando además que «no pasa nada general, Alexandra simplemente camina usando diferentes ropas en diferentes escenas [...] aprovecha esta oportunidad para mostrar su figura sexy». La estación de radio española Los 40 Principales describió al video de «1.000.000» como «uno de los mejores videoclips de Stan».

## Formatos
Versiones oficiales
1. «1.000.000» (feat. Carlprit) – 3:18
2. «1.000.000» (feat. Carlprit) [Rico Bernasconi Remix] – 5:29
3. «1.000.000» (feat. Carlprit) [Rico Bernasconi Remix Edit] – 2:38
4. «1.000.000» (feat. Carlprit) [Maan Studio Remix] – 4:29

## Personal
Créditos adaptados de las notas de Saxobeats y The Collection.
- Alexandra Stan – voz principal
- Carlprit – artista invitado
- Iulian Moga – director
- Andrei Nemirschi – compositor, productor, fotógrafo
- Marcel Prodan – compositor, productor
- Marcian Alin Soare – compositor

## Posicionamiento en listas
| España  | PROMUSICAE       | 21  |
| Italia  | FIMI             | 34  |
| Rumania | Romanian Top 100 | 13  |
| Rusia   | Tophit           | 203 |

## Historial de lanzamiento
| Región       | Formato(s)       | Fecha                | Discográfica    |
| ------------ | ---------------- | -------------------- | --------------- |
| Italia       | Descarga digital | 20 de enero de 2012  | Vae Victis • E2 |
| España       | Descarga digital | 2 de febrero de 2012 | Blanco y Negro  |
| Japón        | Descarga digital | 21 de marzo de 2012  | Play On • Jeff  |
| Dinamarca    | Descarga digital | 13 de julio de 2012  | Sony            |
| Alemania     | Descarga digital | 13 de julio de 2012  | Sony            |
| Países Bajos | Descarga digital | 13 de julio de 2012  | Sony            |
| Suecia       | Descarga digital | 13 de julio de 2012  | Sony            |
| Reino Unido  | CD               | Desconocida          | Ninguna         |